# Rajōmon (porte)
Pour les articles homonymes, voir Rashōmon.

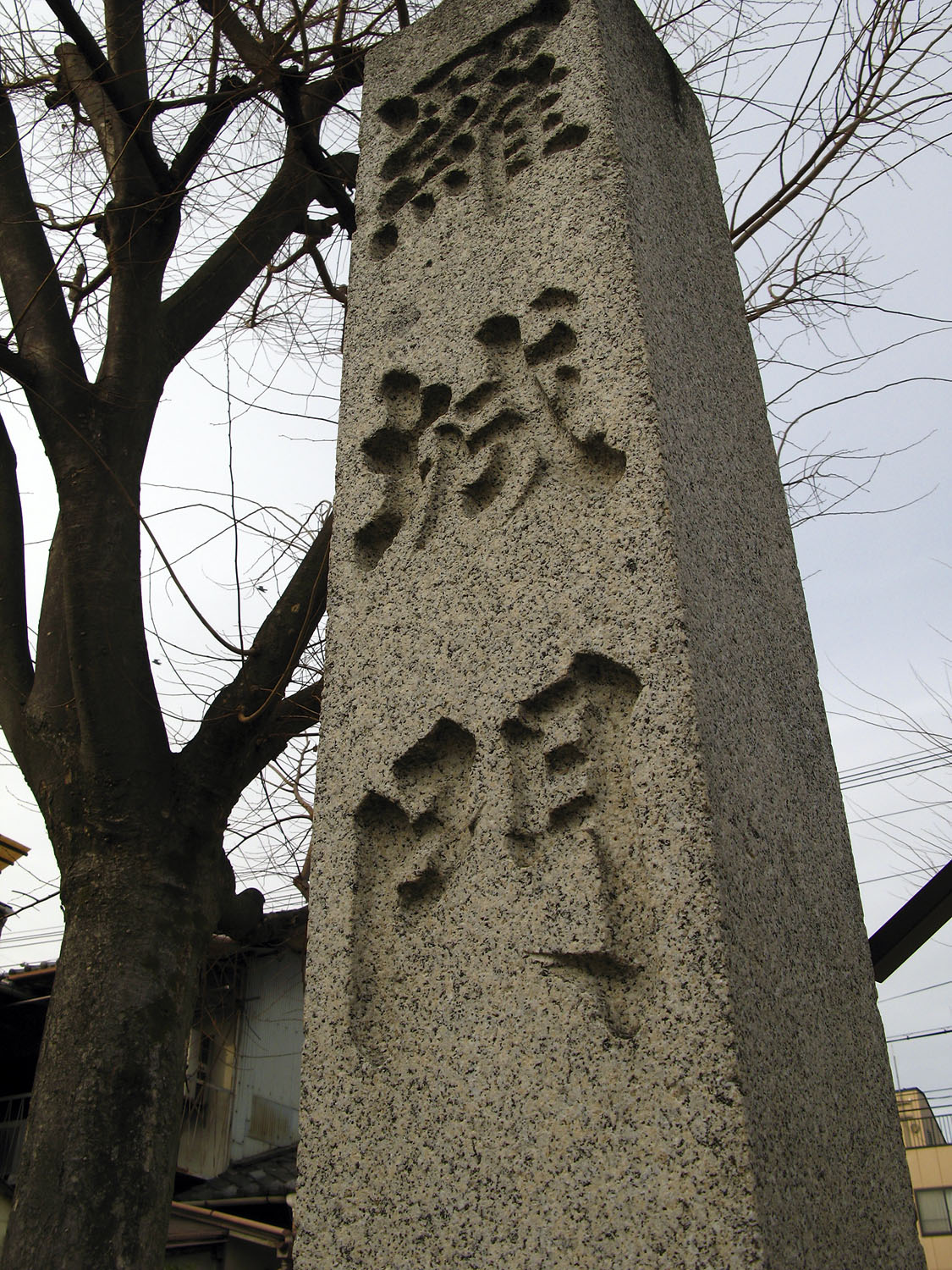
Poteau indicateur sur l'emplacement du Rajōmon à Kyoto.

Le Rajōmon (羅城門, Rajōmon), ou Rashōmon (羅生門, Rashōmon), est la porte construite à l'extrémité sud de la monumentale avenue Suzaku dans les anciennes villes japonaises d'Heijō-kyō (Nara) et Heian-kyō (Kyoto), conformément à la disposition des villes selon le motif en grille chinois. À l'autre extrémité nord de l'avenue Suzaku se trouve la porte Suzakumon, entrée principale de la zone du palais. En 2007, l'extrémité sud de l'avenue Suzaku et le reste éventuel de la porte équivalente à Fujiwara-kyō (Kashihara) sont encore à découvrir.
Le nom de la porte en japonais est Rajōmon. Rajō (羅城) renvoie au nom des murs de la ville et mon (門) signifie « porte » aussi Rajōmon signifie-t-il « porte principale de la ville ». La porte est connue sous le nom Raseimon ou Raiseimon, en utilisant la lecture alternative pour le kanji dans le nom. Le nom « Rajōmon », en utilisant le kanji 羅 生 門 (qui peut aussi être lu « Raseimon »), est popularisé par une pièce de théâtre nô portant le même titre, écrite par Kanze Nobumitsu (1435-1516) (voir Rashōmon),.
Le nom moderne « Rajōmon », utilise le kanji original (羅城門 plutôt que 羅生門) et emploie ce qui est maintenant la lecture la plus commune pour le deuxième caractère (jō à la place de sei).

## Le Rajōmon à Kyoto (Heian-kyō)

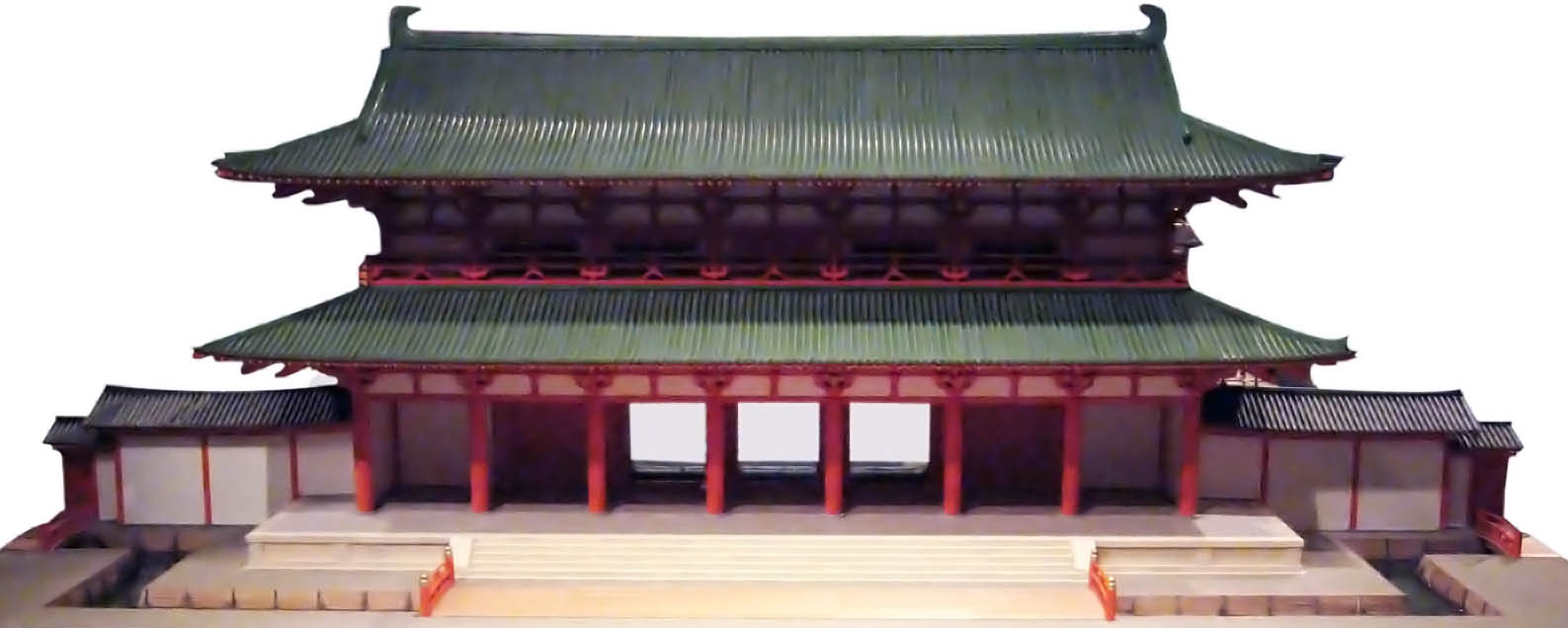
Apparence possible de la porte, modèle miniature.

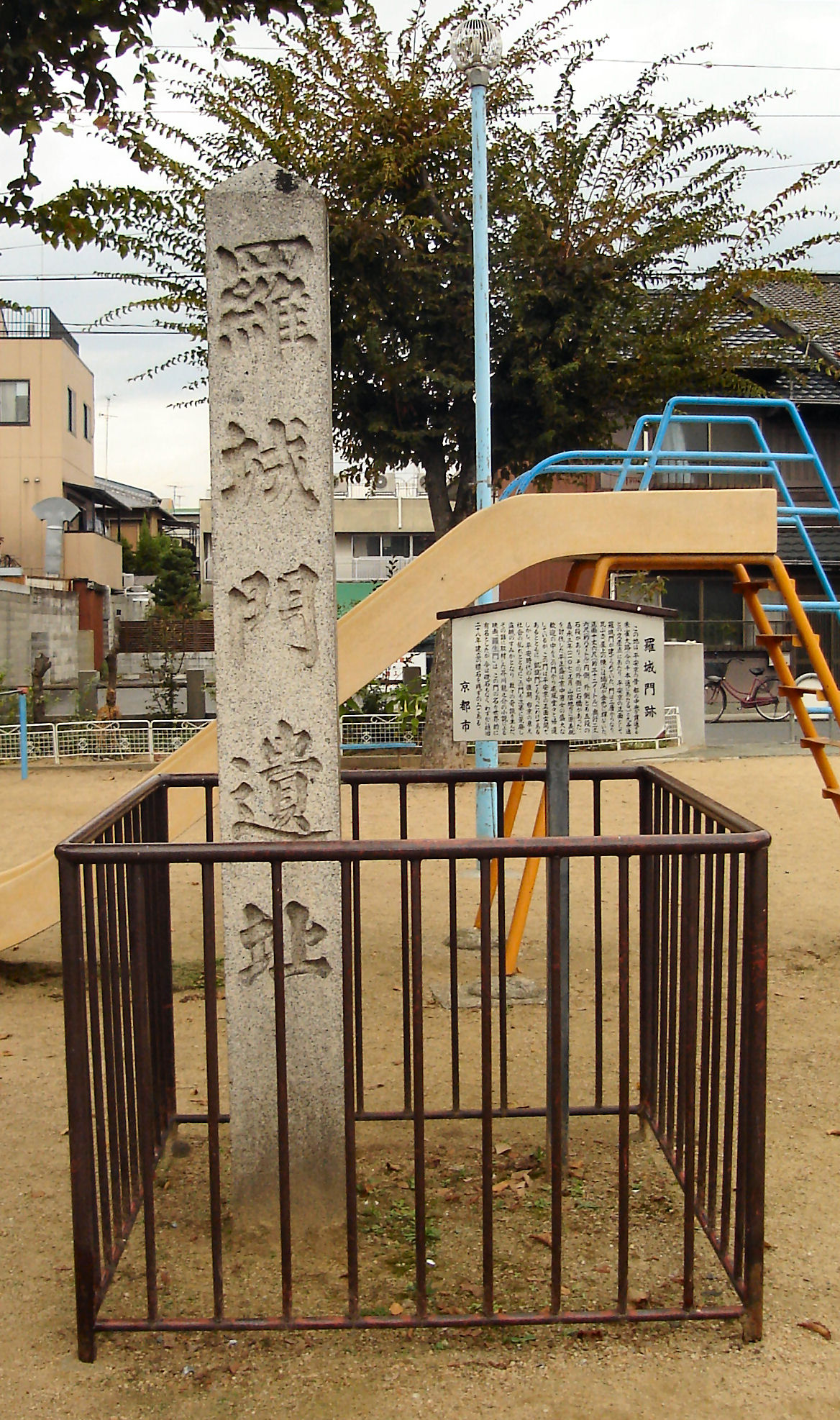
Autre vue du Rajōmon, avec une aire de jeux dans le fond.

Le Rajōmon de Kyoto est la plus grandiose des deux portes de la ville construites au cours de l'époque de Heian (794-1185). Érigée en 789, elle fait 32 m de large, 7,9 m de haut, avec un mur de pierre de 23 m et surmontée d'un faîtage.
Au XIIe siècle, elle est en ruine et devenue un endroit peu fréquentable, avec une réputation de repaire de voleurs et autres personnages peu recommandables. Les gens abandonnent les cadavres et les bébés non désirés à la porte.
La porte en ruine sert d'emplacement — et fournit le titre — de la nouvelle Rashōmon de Ryūnosuke Akutagawa et, de là, celui du film éponyme d'Akira Kurosawa en 1950. L'utilisation du Rashōmon par Akutagawa est délibérément symbolique, l'état de ruine de la porte représentant la décadence morale et physique de la civilisation et de la culture japonaise. Selon une légende, elle est même habitée par le démon Ibaraki Dōji.
Aujourd'hui, pas une pierre de la porte ne subsiste. Un pilier de pierre marque l'endroit où elle se trouvait autrefois, juste au nord de l'intersection de la rue Kujō avec la rue Senbon ou avenue Senbon (千本通, Senbon dōri) (anciennement rue Suzaku), à peu de distance du Tō-ji de l'époque de Heian. Cette portion de Kujō est appelée « route 171 », et se trouve juste à l'ouest de la route 1. Un panneau en bois rédigé en japonais et en anglais explique l'histoire et la signification de la porte. Le site se trouve derrière une boutique quelconque de la rue Kujō, directement à côté d'une petite aire de jeux. Bien que l'arrêt de bus à proximité est nommé Rajōmon, les visiteurs qui ne connaissent par la zone sont susceptibles de manquer le site.

## Le Rajōmon à Nara (Heijo-kyō)
Le Rajōmon de Nara se tient à environ 4 km au sud du Suzakumon du palais Heijō. Les pierres de fondation ont été trouvées au cours de fouilles menées entre 1969 et 1972. À partir des fondations restantes, la largeur de la porte est estimée à 41,5 m.
Certaines des pierres de fondation ont été réutilisées au XVIe siècle par Toyotomi Hidenaga pour agrandir son château de Kōriyama.

## Source de la traduction
- (en) Cet article est partiellement ou en totalité issu de l’article de Wikipédia en anglais intitulé « Rashōmon » (voir la liste des auteurs).